# The Adventures of Sharkboy and Lavagirl in 3-D
The Adventures of Sharkboy and Lavagirl in 3-D (cũng thường được biết đến với tên đơn giản là Sharkboy and Lavagirl) là một bộ phim hài giả tưởng phiêu lưu năm 2005 của Mỹ do Robert Rodriguez đạo diễn và được phát hành tại Hoa Kỳ ngày 10 tháng 6 năm 2005. Bộ phim sử dụng công nghệ 3-D và anaglyph cũng đã được sử dụng trong bộ phim Spy Kids 3-D: Game Over. Bộ phim có sự tham gia của dàn diễn viên chính như Taylor Lautner, Taylor Dooley, Cayden Boyd, David Arquette, Kristin Davis và George Lopez. Phần lớn ý tưởng và cốt truyện của phim do các con của Rodriguez nghĩ ra.

## Nội dung
Max (Cayden Boyd) là một cậu bé cô đơn hay tạo ra thế giới tưởng tượng có tên là Hành tinh Sụt Sịt, nơi mà tất cả giấc mơ và sự tưởng tượng của cậu bay vào đời thực. Cậu tạo ra hai nhân vật chính: cậu bé Cá Mập (Taylor Lautner), một cậu bé được nuôi lớn bởi đàn cá mập sau khi lạc bố trên biển và cô bé Dung Nham (Taylor Dooley), người có thể tạo ra lửa và dung nham, nhưng lại có vấn đề trong việc chạm vào các vật rồi vô tình làm chúng bốc cháy. Hai người bạn này là người bảo vệ hành tinh Sụt Sịt. Ở ngoài đời thực, bố mẹ Max (David Arquette và Kristin Davis) có ít thời gian dành cho cậu, và cậu hay bị cậu bạn Linus (Jacob Davich) cùng lớp bắt nạt. Mặc dù vậy, cậu lại có một tình bạn đẹp với Marissa (Sasha Pieterse), con gái của thầy giáo Electricidad (George Lopez), người có cái tên theo tiếng Tây Ban Nha là "điện". Linus đánh cắp cuốn sổ Hành trình giấc mơ của Max (nơi cất giữ tất cả ý tưởng của cậu) và phá hoại nó. Ngày hôm sau, một cơn lốc xoáy ập đến ngoài trường học, và chỉ lát sau cậu bé Cá Mập và cô bé Dung Nham xuất hiện và mời Max đi cùng họ đến hành tinh Sụt Sịt. Họ đến hành tinh Sụt Sịt bằng tàu vũ trụ hình cá mập và ở đó Max biết rằng thế giới giấc mơ đang trở nên tồi tệ, còn ông Electric (cũng được thủ vai bởi George Lopez), vốn là thợ điện của hành tinh này nhưng giờ đây đã trở nên xấu xa.
Cậu bé Cá Mập và cô bé Dung Nham đã cứu vài đứa trẻ khỏi một tàu lượn siêu tốc mất kiểm soát. Sau đó cùng với Max, họ chạm trán ông Electric, người đã thả họ xuống một vùng gọi là "Nghĩa địa của những giấc mơ", nơi mà một số giấc mơ của Max bị vùi dập. Họ tìm ra Tobor (lồng tiếng bởi George Lopez), một con robot mà Max chưa chỉnh sửa xong, nhưng nó đã giúp họ đến những vùng khác của hành tinh Sụt Sịt. Trong suốt cuộc hành trình, cả ba đã gây dựng một tình bạn đẹp mặc dù họ phải đối mặt với bao khó khăn, như cơn tức giận của cậu bé Cá Mập trước vùng biển bị đóng băng, hay sự tuyệt vọng của cô bé Dung Nham muốn tìm hiểu mục đích thực sự của mình trên hành tinh Sụt Sịt. Họ bị truy đuổi bởi ông Electric và đoàn tùy tùng trên khắp hành tinh. Họ dự định đi thăm Công chúa Băng giá và lấy viên Trái tim Pha lê có thể đóng băng thời gian, cho họ đủ thời gian để đến trung tâm hành tinh Sụt Sịt và sửa lại thế giới giấc mơ bằng cách sử dụng những giấc mơ ban ngày của Max. Tuy nhiên, họ bị bắt bởi ông Electric và bị chuyển tới chỗ Minus, sự hiện thân của Linus trên hành tinh Sụt Sịt, người đã thay đổi thế giới giấc mơ bằng chính cuốn Hành trình giấc mơ của Max và nhốt ba người họ trong một cái lồng. Cậu bé Cá Mập, trở nên khó chịu và có chút điên loạn của loài cá mập, đã phá hỏng cái lồng. Sau khi cả ba trốn thoát, Max lấy lại cuốn nhật ký của mình trong lúc Minus đang ngủ. Max nói với cậu bé Cá Mập rằng bố cậu ấy vẫn còn sống theo như cuốn nhật ký viết, nhưng khi cô bé Dung Nham đòi xem cuốn nhật ký nói gì về cô ấy thì chẳng may cô đã làm nó cháy rụi thành tro. Trong cơn thịnh nộ của mình, cô bé Dung Nham đã chất vấn Max và hỏi cậu vì sao cô ấy được tạo bởi dung nham, nhưng cậu bé Cá Mập đã làm cô ấy bình tĩnh lại.
Với ít thời gian còn lại, Max, cậu bé Cá Mập, cô bé Dung Nham đến gặp Công chúa Băng giá (Sasha Pieterse) sau cuộc gặp gỡ với Vệ thần Băng giá (lồng tiếng bởi George Lopez). Công chúa giao lại Trái tim Pha lê, nhưng họ nhận ra rằng họ đã quá muộn vì chỉ có Công chúa mới có thể điều khiển sức mạnh của viên pha lê và cô ấy không thể rời khỏi tòa lâu đài. Ông Electric lừa cậu bé Cá Mập nhảy xuống hồ nước chứa đầy lươn điện, dường như muốn giết cậu ấy. Cô bé Dung Nham nhảy xuống nước và cứu cậu bé Cá Mập nhưng sau đó cô ấy bất tỉnh. Tobor xuất hiện và khuyên Max mơ đến một giấc mơ tốt hơn và không có sự ích kỷ, nơi cậu bé Cá Mập đã chạy đua đến một núi lửa, giúp cô bé Dung Nham hồi phục. Max chứng kiến sự hồi phục của cô bé Dung Nham và kết luận rằng mục đích của cô ấy là trở thành ánh sáng chống lại mây đen bóng đêm đã dần nhấn chìm đám mây xanh của hành tinh Sụt Sịt. Max đạt được khả năng điều khiển thực tế như một người mơ mộng ban ngày và chiến đấu với Minus, đánh bại hắn và đề nghị tạo ra một thế giới giấc mơ tốt đẹp hơn, và Minus đã đồng ý.
Ông Electric từ chối chấp nhận thế giới giấc mơ, và bay đến Trái Đất để giết Max khi cậu đang ngủ. Max thức dậy trong lớp học của mình giữa lúc bão to. Ông Electric trở thành hiện thực trước mặt cả lớp và làm thầy Electricidad ngạc nhiên. Bố mẹ Max bị kẹt trong cơn bão, nhưng họ được cứu bởi cậu bé Cá Mập và cô bé Dung Nham. Max đưa viên Trái tim Pha lê cho Marissa, cho phép cô ấy dùng sức mạnh của Công chúa Băng giá để đóng băng và hủy diệt ông Electric. Electricidad, Linus và Max sau đó làm hòa với nhau và Max cũng hòa thuận với bố mẹ cậu.
Cuối phim, Max nói với lớp cậu rằng hành tinh Sụt Sịt một lần nữa trở thành một thế giới giấc mơ theo đúng nghĩa của nó, cậu bé Cá Mập trở thành Vua biển cả, và cô bé Dung Nham trở thành Nữ hoàng núi lửa (kể cả những núi dưới nước), và Max đã chỉnh sửa xong Tobor và cuối cùng thì Tobor cũng hoạt động.

## Diễn viên
- Taylor Lautner vai Sharkboy. Được tưởng tượng bởi Max, cậu bé Cá Mập là một chiến binh trẻ tuổi được nuôi lớn bởi đàn Cá mập sau khi bị chia cắt khỏi người cha là nhà sinh học biển khi vòi rồng khiến phòng thí nghiệm của họ bị chìm. Cậu có được sự thích nghi với loài cá mập trong cơ thể mình, như vây cá, mang cá, răng nhọn, móng vuốt (mặc dù cậu đã đeo găng tay che đi), sức mạnh vô đối, tai thính,khứu giác tốt, sự nhanh nhẹn, và khả năng bơi lội. Cậu bé Cá Mập còn có thể giao tiếp với các loài sinh vật biển và không bị ảnh hưởng bởi áp suất dưới biển hay bệnh khí áp. Cậu còn được biết đến bởi khả năng bắt chước bọn cá mập theo cách của con người. " Cậu ấy hay tự mãn và đôi khi chính sự tự tin ấy khiến cho cậu gặp rắc rối", Lautner nói về nhân vật của mình. "Cậu ấy cũng thuộc kiểu nhân vật hay ghen tức với Max bởi vì cậu ấy có tình cảm thầm kín dành cho cô bé Dung Nham mà cô ấy rất hay quan tâm Max."[3] Cậu bé Cá Mập cũng rất nóng tính, điều này được thể hiện vài lần trong phim, bao gồm cả cảnh quay khi Lalas đang hát và cậu bé Cá Mập phàn nàn về việc khả năng nghe được huấn luyện của cậu cảm thấy không được thoải mái và sau đó cậu trở nên giận dữ trong cơn thịnh nộ của loài cá mập. Điểm yếu của cậu ta là cá lươn điện. Kỹ năng võ thuật của Lautner đã giúp anh hoàn thành vai diễn cậu bé Cá Mập. "Khi tôi thử vai cho bộ phim, đạo diễn Robert Rodriguez không biết rằng tôi có [nền tảng] cho kỹ năng võ thuật, và khi chúng tôi ở Austin, TX anh ấy đã nhìn thấy tôi trên một đĩa DVD và bảo tôi diễn lại cảnh hành động trong đó" Lautner nói.[4] Lautner là người đầu tiên thử vai cho bộ phim, Rodriguez, nói và cậu đã được chọn ngay lập tức.[5]
- Taylor Dooley vai Lavagirl. Cô ấy cũng là một chiến binh nhỏ tuổi khác, người bảo vệ hành tinh Sụt Sịt, và cũng được Max tưởng tượng ra. Cô ấy có thể biến mình thành dung nham, và có thể điều khiển dung nham trực tiếp. Nguồn gốc của cô ấy không ai biết; cô ấy cũng biết rõ về lai lịch của mình cũng như mực đích sống trong toàn bộ phim. Cô ấy cũng nóng tính như cậu bé Cá Mập, nhưng cô ấy kiềm chế nó tốt hơn. Điểm yếu của cô ấy nước. Vai diễn cô bé Dung Nham được tuyển ngay sau khi hai vai diễn Max và cậu bé Cá Mập được chọn.[6] Chiếc xe đạp dung nham của cô ấy do máy tính thiết kế, cũng như nhiều yếu tố khác trong bộ phim; Dooley and Lautner đã miêu tả nhiều phiên bản xe đạp dung nham khác và cậu bé Cá Mập đã theo chủ đề xe jetski cá mập trông như " một hộp màu xanh nhưng có tay cầm.[7]
- Cayden Boyd vai Max. Một cậu bé 9 tuổi giàu trí tưởng tượng, được biết tới như một người mơ mộng ban ngày tại hành tinh sụt Sịt. "Lúc đầu cậu ấy chỉ mơ cho mình thôi; cậu ấy muốn cậu bé Cá Mập và cô bé Dung Nham đến bắt cậu đi", Boyd nói về vai diễn của mình. "Tôi thích cậu ấy ích kỷ lúc đầu nhưng sau đó lại rộng lượng ở cuối phim." [6]
- George Lopez vai Electricidad / Ông Electric, Tobor, và Ice Guardian. Thầy Electricidad là giáo viên của Max và đôi khi cố chấp với trí tưởng tượng con trẻ. Khi bản sao ông Electric xuất hiện, ông ta sợ hãi vì nghĩ rằng mình không phải là người xấu và ông nhận ra sức mạnh của trí tưởng tượng. Danh tính thay đổi của ông ta là gã Electric, một thợ điện người duy trì sự cân băng của hành tinh Sụt Sịt cho đến khi gã bị Minus thay đổi. Nghe rằng gã Electric có tính khôi hài, biểu hiện ở cách chơi chữ hầu hết liên quan tới điện. Thử thách của gã dành cho cậu bé Cá Mập là chơi với những người bạn có công suất điện lớn. Sau đó gã Electric hô to "Nạp điện vào!" khi cậu ấy thoát ra khỏi cơn lốc xoáy, chỉ ra cả một làn sóng điện của quyền lực và tạm ứng vào trận chiến. Ngay lập tức trước khi sự tàn phá của gã, gã dọa cả lớp với "Megahertz", có thể nói là rất đau đớn. Rodriguez đã viết phần này với Lopez trong tâm tưởng. Đây là sự tham chiếu đến bộ phim truyền hình của mình, trong đó ông cũng có một con trai tên là Max.[8]
- Tobor và Vệ thần băng giá (cha của công chúa băng giá) được lồng giọng bởi George Lopez trong phim. Tobor là một con robot xuất hiện trong nghĩa địa của những giấc mơ trên hành tinh Sụt Sịt. Trước đây Max đã cố gắng lắp ráp Tobor trong đời thực nhưng cha của cậu lại không hề quan tâm và không ủng hộ ý tưởng đó. Cái tên Tobor thực ra là từ "Robot" đọc ngược lại. Vệ thần băng giá đóng một vai trò khá nhỏ; ông ta là nhân vật to lớn được làm từ băng động và là một người cha bảo vệ công chúa băng giá, cũng như thầy Electricidad bảo vệ con gái mình Marissa. Rodriguez khẳng định rằng ông đã luôn hỏi Lopez xem có nên đóng thêm những nhân vật khác nữa. Lopez đã dành ra trọn 2 tuần làm phim.[8]
- David Arquette và Kristin Davis đóng vai cha mẹ của Max. Cha Max là một nhà văn thất nghiệp. Họ đang đứng trên bờ vực của sự li hôn. Họ rất thương Max nhưng không đủ khả năng để giải quyết những vấn đề cho cậu. Trên hành tinh Sụt Sịt, cha mẹ Max xuất hiện là một cặp vợ chồng Bánh quy Người khổng lồ đang sống hạnh phúc trên mảnh đất Sữa ngọt và Bánh quy. Cũng như cậu bé Cá Mập và Max, họ được sử dụng như nguồn cho một thú vui trong đó một nhân vật ăn một miếng của một số chất và sau đó dội nhổ nó ra, phun quan điểm của khán giả. Chuyện đùa này, Ông Khổng Lồ là nhân vật trung tâm, phục vụ như một thiết bị để phản ánh sự không đồng tình của mình với những chiếc bánh quy con chíp sô cô la của vợ, được ngụ ý là nguồn cảm hứng, trong tâm trí của Max, trong tâm trí ông Khổng Lồ. Nó cũng đưa ra lý do để thấy được sự thông cảm của vợ, điều này cũng thiếu trong thế giới thực của Max.
- Jacob Davich vai Linus / Minus là tên địch thủ "cấp II". Cậu ta hay bắt nạt Max ở trường và đã đánh cắp cuốn Nhật ký hành trình những giấc mơ của Max. Cùng với cuốn nhật ký, cậu ta lẻn vào thể giới mơ của Max, và dùng cái tên "Minus" (một biệt danh mà thầy Electricidad đặt cho Linus vì cậu ta hay vị phạm những hành vị đạo đức ở lớp, và thay đổi nó để phù hợp với hiện thân của Linus. Cậu ta cuối cùng "làm bạn" với Max khi bản chất bắt nạt của cậu ta được lộ rõ. Giấc mơ mà sau này cậu tự tạo ra cho chính mình, như trong cảnh giải quyết mâu thuẫn với Max, chính là một anh hùng mang tên "Tích Cực", có thể là hơi trái ngược với hiện thân của cậu ta "Minus".
- Sasha Pieterse vai Marissa Electricidad / Công chúa băng giá. Marissa là con gái thầy giáo Electricidad, lúc đầu là người bạn duy nhất chơi với Max. Trên hành tinh Sụt Sịt, cô ấy hiện thân là Công chúa băng giá, người bảo vệ viên Pha lê Trái tim mà cô ấy đeo trên cổ, có thể đóng băng tất cả mọi thứ, kể cả thời gian. Bởi vì Max và hai người bạn của cậu ngày càng muốn có được cơ hội để đánh bại ông Electric, họ cần có Viên Pha lê Trái tim của cô, và họ khám phá được rằng chỉ có cô và hiện thân của cô là Marissa có thể dùng nó được. Marissa được cha cô ấy bảo vệ rất nghiêm ngặt; và cũng chắc vì như vậy nên Max mới tưởng tượng ra rằng cô ấy có thể manh dạn nói với cha mình, sửa đổi cha mình khi ông ấy ngăn chặn cô. Bởi vì Max đã có tình cảm dành cho Marissa.

Robert Rodriguez không được tin rằng ông có vai trò lồng giọng cho vai một ca mập. trong một số cảnh quay, hai đứa con của Robert Rodriguez, Rebel and Racer, đống vai cậu bé Cá Mập lúc năm và bảy tuổi. Rico Torres đóng vai cha của cậu bé Cá Mập. Marc Musso và Shane Graham đóng vai nhưng đứa trẻ học cùng trường với Max.

## Sản xuất
Nhiều cảnh phim được thực hiện ở Texas, nơi mà Max đang sinh sống và hằng ngày đến trường trong phim. Hầu hết các cảnh trong phim được thực hiện trong studio với nền xanh lá. Hầu hết thuyền bè, vùng đất và các hiệu ứng khác bao gồm cả nhân vật và sinh vật khác, đều được hoàn thiện kĩ thuật số. Theo Lautner and Dooley, khi thực hiện các cảnh quay trên con tàu ước mơ, phần trước của con tàu thực ra chỉ là những khối hình của phim trường. "Toàn bộ phần trong đều được làm ở studio và khi họ có tất cả vật dụng thì họ có thể bắt đầu", tất cả mọi thứ đều ở đó nhưng được thực hiện trên màn xanh", Dooley nói.
Mười một công ty hiệu ứng hình ảnh (Hybride, CafeFX, The Orphanage, Post Logic, Hydraulx, Industrial Light & Magic, R!ot Pictures, Tippett Studio, Amalgamated Pixels and Intelligent Creatures and Rodriguez's Texas-based Troublemaker Digital) cùng làm việc để hoàn thành hơn 1000 hiệu ứng hình ảnh.
Robert Rodriguez được ghi danh 14 lần, hầu hết là đạo diễn, nhà sản xuất, người viết kịch bản (cùng với Marcel Rodriguez), giám sát viên hiệu ứng hình ảnh,biên tập viên, một nhà điều hành máy ảnh, và một nhà soạn nhạc và nghệ sĩ biểu diễn. Những câu chuyện được cho là của Racer Max Rodriguez, với các yếu tố câu chuyện bổ sung bởi Rebecca Rodriguez, người đã viết lời cho bài hát chính cho "Sharkboy và Lavagirl". Các thành viên khác của gia đình Rodriguez có thể được nhìn thấy trong các bộ phim hoặc tham gia vào việc sản xuất.
Miley Cyrus đã thử vai cùng Lautner, và nói rằng bộ phim này là dành cho cô và cô gái đã thử vai, tuy nhiên Miley lại bắt đầu trong phim Hannah Montana.

## Phản hồi

### Phản hồi từ giới chuyên môn
The Adventures of Sharkboy and Lavagirl nhận khá nhiều phản hồi tiêu cực từ nhà phê bình, với tỉ lệ đánh giá tích cực chỉ chiếm 20% trên trang Rotten Tomatoes với lời nhận xét chung: "Quyết định đưa giả tưởng của một đứa trẻ vào một bộ phim 3-D là sự tính toán sai lầm" Roger Ebert biết được rằng mạch truyện của phim 3-D sẽ thiếu chất lượng và ít màu sắc, do đó, sẽ làm "hư hỏng" ít nhiều bộ phim.

### Doanh thu phòng vé
Ngay trong tuần đầu tiên công chiếu, bộ phim đã thu về được 12.6 triệu đô từ 2655 rạp phim. Bộ phim cũng đứng thứ 5 về doanh thu phòng vé, đứng sau các bộ phim Mr. & Mrs. Smith, Madagascar, và Star Wars Episode III: Revenge of the Sith. Bộ phim không thành công ở Mĩ, thu về được 39,177,541 đô và là một thất bại về doanh thu phòng vé. Tuy nhiên, nó cũng thu về 30,248,282 đô nước ngoài, tổng cộng là 69,425,966 đô trên toàn thế giới.

### Kiện tụng
Đô vật chuyên nghiệp của Total Nonstop Action Dean Roll, người đăng ký nhãn hiệu với cái tên "Shark Boy" vào năm 1999, đã kiện Miramax vào ngày 8 tháng 6 năm 2005, khẳng định rằng thương hiệu của ông đã bị vi phạm và đòi bồi thường tiền, lợi nhuận và lợi thế cho tất cả những sai lầm của hãng phim. Vào tháng 4 năm 2007, vụ kiện được giải quyết ổn thỏa bí mật với một khoản tiền.

## Nhạc phim
| Đánh giá chuyên môn   | Đánh giá chuyên môn |
| Nguồn đánh giá        | Nguồn đánh giá      |
| Nguồn                 | Đánh giá            |
| --------------------- | ------------------- |
| Filmtracks            | [ 15 ]              |
| Music from the Movies | [ 16 ]              |
| SoundtrackNet         | [ 17 ]              |

Đạo diễn Robert Rodriguez tự sáng tác nhiều phần, với đóng góp của nhạc sĩ John Debney và Graeme Revell. Green Day được cho là đóng góp bài hát "Wake Me Up When September Ends" cho nhạc phim, nhưng, but Robert Rodriguez bác bỏ nó 
| STT              | Nhan đề                                 | Sáng tác                      | Thể hiện                     | Thời lượng |
| ---------------- | --------------------------------------- | ----------------------------- | ---------------------------- | ---------- |
| 1.               | "The Shark Boy"                         | Robert Rodriguez, John Debney |                              | 3:47       |
| 2.               | "The Lava Girl"                         | Rodriguez                     |                              | 1:28       |
| 3.               | "Max's Dream"                           | Rodriguez                     |                              | 1:37       |
| 4.               | "Sharkboy and Lavagirl Return"          | Rodriguez                     |                              | 1:44       |
| 5.               | "Planet Drool"                          | Rodriguez                     |                              | 2:12       |
| 6.               | "Mount Never Rest"                      | Graeme Revell                 |                              | 2:35       |
| 7.               | "Passage of Time"                       | Rodriguez, Carl Thiel         |                              | 1:30       |
| 8.               | "Mr. Electric"                          | Revell                        |                              | 1:09       |
| 9.               | "Train of Thought"                      | Debney                        |                              | 2:01       |
| 10.              | "Dream Dream Dream Dream (Dream Dream)" | Rodriguez                     | Taylor Lautner               | 1:54       |
| 11.              | "Stream of Consciousness"               | Debney                        |                              | 1:33       |
| 12.              | "Sea of Confusion"                      | Debney                        |                              | 3:04       |
| 13.              | "The LaLa's"                            | Nicole Weinstein              |                              | 1:09       |
| 14.              | "The Ice Princess"                      | Rodriguez, Debney             |                              | 2:51       |
| 15.              | "Sharkboy vs. Mr. Electric"             | Revell                        |                              | 0:55       |
| 16.              | "Lavagirl's Sacrifice"                  | Rodriguez                     |                              | 2:10       |
| 17.              | "The Light"                             | Rodriguez                     |                              | 2:21       |
| 18.              | "Battle of the Dreamers"                | Rodriguez                     |                              | 1:21       |
| 19.              | "Mr. Electric on Earth"                 | Revell                        |                              | 1:15       |
| 20.              | "Unplugged...Literally"                 | Rodriguez, Debney             |                              | 1:12       |
| 21.              | "The Day Dreamer"                       | Rodriguez, Debney             |                              | 1:29       |
| 22.              | "Sharkboy and Lavagirl"                 | Rodriguez                     | Ariel Abshire, The Lavagirls | 4:09       |
| Tổng thời lượng: | Tổng thời lượng:                        | Tổng thời lượng:              | Tổng thời lượng:             | 43:26      |

## Sách
Trong khoảng thời gian bộ phim phát hành, Rodriguez đồng viết ra một tiểu thuyết dành cho trẻ em với tựa đề Cuộc phiêu lưu của cậu bé Cá Mập và cô bé Dung Nham" cùng với nhà văn khoa học nổi tiếng Chris Roberson. Họ viết những quyển The Day Dreamer, Return to Planet Drool, và còn tiếp tục trong quyển sách thứ 3 Deep Sleep mà tới giờ vẫn chưa xuất hiện. Chúng được minh họa toàn bộ bởi Alex Toader, người thiết kế nhân vật và môi trường cho bộ phim và trước đó nhượng quyền thương mại cho phim Spy Kids.
Trong cuốn sách đầu tiên, cột truyện của bộ phim được lần lượt bởi cô bé Dung Nham và cậu bé CáMaop, với ít nhất trong một sự kiện. trong cuốn Trở lại hành tinh Sụt Sịt, cậu bé Cá Mập, nhớ lại cuộc gặp tình cờ với Imagineer trong cuốn sách đầu tiên, tiếp tục cuộc tìm kiếm cha cậu bằng cách tìm lại đường trở về Thế giới Giấc mơ. Cậu đã gặp cô bé Dung Nham nhàm chán ở thành phố Vent dưới nước mà bây giờ được phong làm hoàng hậu, và cùng nhau bắt tay với cuộc hành trình dưới lòng đất. Họ tình cờ gặp cá piranhas, thần gác râu đỏ, và một thành phố được tạo nên bởi những giấc mơ của những người thế kỉ trước kia, và nơi đó họ bị giam giữ bởi những người anh hùng, cướp biển và cao bồi. Cuối cùng, sau khi biết được bí mật của thành phố đó, cậu bé Cá Mập vẫn mong muốn tìm được cha mình, còn cô bé Dung Nham thì giải mã được nguồn gốc của mình.
Jeff Jensen của Entertainment Weekly ca ngợi một cuốn sách khác trong thời gian bộ him ra mắt The Adventures of SharkBoy and LavaGirl: The Movie Storybook (do Racer Max Rodriguez và Robert Rodriguez viết), khác xa so với những truyện phim thông thường khác, và cũng ca ngợi sự minh họa "những chi tiết hoạt hình" của Alex Toader.